# Hélio dos Anjos
Hélio César Pinto dos Anjos (* 7. März 1958 in Janaúba, Minas Gerais) ist ein ehemaliger brasilianischer Fußballtorhüter und heutiger -trainer.

## Karriere
Nach seiner Spielerkarriere als Torhüter war er von Januar bis März 1998 als Trainer bei Grêmio Porto Alegre aktiv. Danach folgte ein Engagement in der zweiten Jahreshälfte 2002 bei SE Gama und im direkten Anschluss bei Sport Recife, wo er bis März 2004 verblieb. Von April bis August 2004 fungierte er als Trainer von Fortaleza EC und bis September 2004 bei EC Vitória. Zum Ende des Jahres trainierte er kurzzeitig EC Santo André. Direkt danach nahm er den Trainerposten bei EC Bahia an, wo er bis April 2005 verblieb.
Im Juni 2005 kehrte er nach Fortaleza zurück, wo er bis Mitte Oktober als Cheftrainer fungierte. Nachdem er von Oktober 2005 bis Juni 2006 bei EC Juventude war, kehrte er noch einmal zu Fortaleza zurück, um die Mannschaft bis Anfang September zu trainieren. Als Nächstes arbeitete er einen Monat bei AD São Caetano und im Anschluss bei Náutico Capibaribe bis Anfang März 2007. Hiernach nahm er die Chance wahr, erstmals als Trainer einer Nationalmannschaft aktiv zu sein. Für den Zeitraum der Asienmeisterschaft 2007 und ein paar weiteren Freundschafts- als auch Qualifikationsspielen war er bis Mitte Juni 2008 als Nationaltrainer von Saudi-Arabien beschäftigt. Mit der Mannschaft konnte er bei dem Turnier das Finale erreichen, wo man dem Irak mit 0:1 unterlag.
Er kehrte nach Brasilien zurück, um dort direkt im Anschluss bis Ende Januar 2010 als Cheftrainer bei Goiás EC tätig zu sein. Ab Ende Februar schlug er wieder in Vorderasien auf, diesmal als Trainer beim Klub al-Nasr SC in Dubai, Vereinigte Arabische Emirate. Mitte Oktober endete seine Zeit hier und er kehrte erneut in sein Heimatland zurück, diesmal von Dezember 2010 bis Februar 2011 beim Vila Nova FC. Danach war er bis Juni noch einmal bei Sport Recife und direkt danach wieder bis August 2011 bei Vila Nova. Danach war er bei Atlético Goianiense beschäftigt und nach einem vorläufigen Ende im März 2012 von Mai bis Juli 2012 erneut. Im Anschluss stand er einen Monat an der Seitenlinie des Figueirense FC.
Nach einer Pause war er von März 2013 bis August 2013 noch einmal Trainer bei Fortaleza. Nach fast einem Jahr ohne Klub trainierte er von Juni 2014 bis September desselben Jahres wieder Atlético Goianiense. Von April bis Mai 2015 fungierte er als Trainer bei Goiás. Von August bis Oktober des Jahres trainierte er ABC FC. Ende 2015 zurück in Saudi-Arabien übernahm er bis Ende der Saison 2015/16 als Trainer des Najran SC. Zum Start der Folgesaison bis Anfang November war er Trainer bei al-Faisaly und schloss sich anschließend al-Qadisiyah an, wo er bis April 2017 verblieb.
Ab Mitte Juni 2017 war er zurück in Brasilien und fing erneut bei Goiás an. Von Anfang Mai 2018 war er gut ein Jahr ohne Traineramt, als er bis Mitte September den Paysandu SC trainierte. Von November 2020 bis Mitte August 2021 war er noch einmal bei Náutico als Cheftrainer aktiv. Derzeit ist er ohne aktiven Posten.